# Nour El Houda Sabri
Nour El Houda Sabri, née le 28 avril 2003, est une haltérophile algérienne.

## Carrière
Nour El Houda Sabri est médaillée d'or dans la catégorie des moins de 48 kg aux Championnats d'Afrique 2018.